# Joanna Jet
Joanna Jet (Londres, 18 de desembre de 1961) és una actriu porno transsexual, model i directora anglesa. És membre del Saló de la Fama de l'AVN des de 2015 i el 2012 va rebre el Premi XBIZ a la Millor artista transsexual de l'any.

## Trajectòria
Va néixer i créixer a Londres. La seva primera incursió en la indústria del cinema eròtic va ser el 2000 quan va protagonitzar les pel·lícules Transsexual Beauty Queens 15 i Shemales at the Hard Rock Cafe, produïdes per Androgeny Productions. L'any següent va iniciar un procés d'hormonització per a feminitzar els seus trets, al mateix temps que començava a protagonitzar més pel·lícules com a transsexual per a les productores Evil Angel, Devil's Films i Anabolic.
Jet va fundar la productora Altered States Productions amb base a Califòrnia, tot i que diversos problemes amb el seu visat la van portar a traslladar l'empresa de tornada al Regne Unit, on va rodar una sèrie de vídeos per a Playboy TV, entre els quals destaca Tranny and Susanna, la primera pel·lícula de porno tou emesa per la televisió per cable i que va ser nominada a un Premi AVN el 2009. Solucionats els problemes d'immigració, Joanna Jet va tornar als Estats Units d'Amèrica el 2011, on va seguir treballant com a directora. Jet ha rodat 84 pel·lícules com a actriu i 22 com a directora.
A més de la seva faceta com a actriu i directora, Jet ha destacat per la defensa i la inclusió del col·lectiu transsexual en la indústria del cinema eròtic.